# منطقه بی‌نام
منطقه بی‌نام (انگلیسی: The Unnamed Zone) یک فیلم مستند به کارگردانی کارلوس رودریگس است که در سال ۲۰۰۶ منتشر شد.
این فیلم دربارهٔ ۳ کودک اوکراینی است که زندگی‌شان مستقیماً تحت تأثیر فاجعه چرنوبیل قرار گرفته‌است.